# Герб Чаплинського району
Герб Чаплинського району — офіційний символ Чаплинського району, затверджений рішенням № 418 XXV сесії районної ради VI скликання.

## Опис
На золотому щиті зелений овал, на ньому стоїть срібна чапля. Щитотримачі — два коричневих степових орла з золотими лапами і срібним дзьобом. Герб увінчаний золотою стилізованою короною у вигляді тюльпанів Шренка та скіфського. На синій стрічці золотий напис «Чаплинський район».

## Значення символів
Зелений овал символізує Великий Чапельський під, срібна чапля — символ природи безкраїх таврійських степів, прообраз птаха — фенікса, який постійно відроджується.